# 乌纳塔恩综合征
乌纳塔恩综合征（Unertan Syndrome）是土耳其库库罗瓦大学（Çukurova University）的心理学教授乌纳·塔恩（Üner Tan）在土耳其南部的一个偏僻的村落里发现的一种症状。有一户21口人的家庭，其中5兄妹无法直立行走，只能用四肢爬行。乌纳·塔恩在2005年3月的《国际神经学报》上发表了他的论文，迅速引起众多科学家的关注。英国《泰晤士报》对此进行了报道，这种病症以乌纳·塔恩的名字命名。
这户家庭中父母一共生育了19个子女，其中5个表现出乌纳塔恩综合征，其余子女正常。五兄妹在爬行时手指上翘，手掌着地，因此手掌跟部长有厚茧，如同正常人脚跟部的茧。他们的爬行速度很快，爬行起来十分流畅，四肢协调性与黑猩猩类似。他们也能站立行走很短一段路。
患有乌纳塔恩综合征的五兄妹智力水平十分低下，只能掌握为数不多的单词，无法组织起完整的句子，也无法从一数到十，没有时间概念。乌纳塔恩综合征的发现在科学界当中引起了广泛的争论。乌纳·塔恩教授认为，这是由于人类第17号染色体上的某个基因发生了突变造成的，是一种人类当中的返祖现象，对了解原始人从四肢爬行进化到直立行走的过程，具有重要的启示意义。反对者认为，单个基因突变不可能造成返祖现象，直立行走是基因发生非常复杂的变化导致的结果。因此这五兄妹并非返祖现象，而是一种行为异常现象。